# Philippe Curval
Pour les articles homonymes, voir Curval et Tronche.
Philippe Tronche, dit Philippe Curval, né le 27 décembre 1929 à Paris et mort le 5 août 2023 dans la même ville, est un romancier et auteur de science-fiction, également illustrateur, dont l'œuvre, commencée en 1956, traverse l'« Âge d'or de la science-fiction française », puis l'époque récente — plus turbulente — des années 1980 et 1990, et se poursuit depuis 2000 avec plusieurs romans dont Lothar Blues en 2008.

## Biographie
Philippe Curval est né à Paris. Dès sa petite enfance, il est initié à la science-fiction par son frère Robert. Enfant, il a traversé trois événements majeurs du XXe siècle, la première grande crise économique mondiale, la guerre contre le nazisme, l'explosion de la première bombe atomique d’Hiroshima. À dix-sept ans, il abandonne ses études secondaires en même temps qu’il quitte le domicile familial. Après de multiples emplois, il devient photographe professionnel. Fort de ses convictions pacifistes, il se fait réformer du service militaire après désertion. Au début des années 1950, il participe au mouvement littéraire souterrain qui fonde la science-fiction française, avec notamment Gérard Klein, Jacques Sternberg, Pierre Versins, Georges H. Gallet. Il vend sa collection de « romans extraordinaires » à Valérie Schmidt qui vient d’ouvrir la première librairie de science-fiction À la Balance 2, rue des Beaux-Arts en plein cœur de Saint-Germain-des-Prés. Devenu son assistant, il participe à la première exposition du genre, Présence du futur, en même temps que Jacques Bergier, Boris Vian, etc. 
Il publie alors des nouvelles dans Fiction et Satellite, des textes critiques, réalise des collages pour les couvertures de Fiction. De 1955 à 1958, il fait paraître en compagnie de Jacques Sternberg Le Petit Silence Illustré, fanzine précurseur en France de la presse underground à tirage limité.
Par goût du nomadisme, il devient visiteur médical, parcourt la France, l’Allemagne et l’Italie à Solex et fait paraître deux romans dont Le Ressac de l’Espace qui reçoit le prix Jules-Verne en 1962.
Durant les années 1960, il devient journaliste à la Vie électrique, mensuel au tirage de 250 000 exemplaires. Il en sera le directeur de rédaction en 1980. Il publie deux romans de fiction spéculative : La Forteresse de coton (republié en 2005) et Attention les yeux (republié en 1996). Il participe à la fondation de deux revues de cinéma, L’Écran et Présence du cinéma. En 1970, il publie Les Sables de Falun dans Fiction, d’après les théories de Raymond Roussel sur l'écriture.
Durant les décennies 70/80, il fait des reportages dans le monde entier. Il collabore à tous les recueils/manifestes de la science-fiction française. Grâce à sa rencontre avec Élisabeth Gille, il réalise une anthologie Futurs au présent, qui révélera une jeune génération d'auteurs en 1978, puis accomplira le même travail avec Superfuturs en 1987.
Il publie successivement des romans qui vont contribuer, avec André Ruellan et Michel Jeury, à la reconnaissance d’une science-fiction française littéraire, autonome et originale : L'Homme à rebours (grand prix de la science-fiction française en 1975), Cette chère humanité (prix Apollo en 1977), La Face cachée du désir, L'Odeur de la bête, Le Dormeur s’éveillera-t-il ?, En souvenir du futur…
Son travail critique sur la science-fiction, commencé dans Fiction, puis dans Galaxie en 1974, se poursuivra au Monde, actuellement au Magazine littéraire et dans son blog du site 42. Il crée la revue Futurs avec Gérard Klein. L'acquisition de sa première machine de traitement de texte à cette époque transforme son travail sur l’écriture qui exigeait jusqu’à cinq frappes successives d’un même roman. 
Entre 1980 et 1987, il crée avec Élisabeth Gille et Daniel Riche Science-Fiction, revue littéraire, et publie cinq recueils de nouvelles : Le Livre d’or, Regarde, fiston, s'il n'y a pas un extraterrestre derrière la bouteille de vin, Debout, les morts ! Le train fantôme entre en gare, Comment jouer à l'homme invisible en trois leçons, Habite-t-on réellement quelque part ? afin d'explorer la métaphysique, l'humour noir et l’onirisme à travers la S.F.
En 1985, il participe à l’exposition Les Immatériaux, au Centre Pompidou, en travaillant sur la définition de mots par Internet[Quoi ?] avec des physiciens, des philosophes, des sociologues, des romanciers. Il publie de nombreux textes dans la Revue Traverses.
Ah ! Que c'est beau New York (83), Akiloë (89), L’Éternité n’est pas la vie (95), renouent avec la littérature générale, sans renoncer à la spéculation sur l’imaginaire contemporain. Entre 1995 et 1998, il fait paraître quatre ouvrages sur des artistes importants, Yann Kersalé, Roger-Edgar Gillet, Hervé Télémaque, Gérard Guyomard.
Avec Les Évadés du mirage, republié sous le titre de Congo Pantin (2000), il réalise une synthèse entre science-fiction et littérature spéculative. En 1997, il fait reparaître une version modernisée d’Un soupçon de néant. En 1998, il publie Voyance aveugle roman où fantastique, S.F. et fantasy se métissent. Puis Macno emmerde la mort (98), où se mêlent étroitement science-fiction et surréalisme. Sujet qu’il théorise ensuite dans un article pour la revue Europe.
Depuis 1993, il reprend son travail de photomontage, en l’abordant sous l’angle de la photographie plasticienne. Pour son plaisir, il édite ses nouvelles illustrées à tirage très limité ainsi que deux volumes de collages numériques, dont Les mystères de la chambre noire, qui recense le meilleur de son travail sur dix ans. Complété en 2008 par Les Nouveaux Mystères de la chambre noire. Collages qu’il transpose actuellement sur de grandes toiles.
Dans Voyage à l’envers (2000), il revient aux sources de l'anticipation scientifique à partir d'un synopsis qu'il élabore en collaboration avec le physicien Jean-Marc Lévy-Leblond et l'astrophysicien Jean Heidmann.
En 2003, il publie un roman-fusion, Blanc comme l’ombre, et un recueil de nouvelles, Rasta solitude, où il expose dans sa vision d’une « Science-fiction rastaquouère ». Au cours d’un long entretien avec Richard Comballot, dans le no 31 de la revue Bifrost, il parcourt sa biographie et explique sa démarche d’écrivain. Suivi d'un numéro spécial (no 32) de la revue Galaxies où Olivier Noël analyse son œuvre en profondeur.
Avec Lothar Blues (2008), il renoue avec son cycle sur « l’Europe après la pluie ». En 2009 paraît un recueil de nouvelles mûri depuis dix ans, L'homme qui s'arrêta / Journaux Ultimes, mélange de science-fiction et de fantastique moderne sur le thème de la mort du personnage central.
Outre plusieurs nouvelles, trois romans sont en cours d'achèvement ou de publication, L'Aviateur de la nuit, Par gros temps, On ne sait pourquoi ça commence ni comment ça finit.
Il a publié plus de cent nouvelles et près d’une quarantaine de volumes, dont certains sont traduits dans quatorze pays.

## Œuvres
Relativement peu connu du grand public, Philippe Curval est l'auteur d'une œuvre abondante — une quarantaine de romans et une centaine de nouvelles — parmi lesquels La Forteresse de coton publié en 1967 ou Cette chère humanité en 1976, qui fait partie du cycle L'Europe après la pluie. 

### Romans
- Les Fleurs de Vénus, Gallimard/Hachette, coll. « Le Rayon fantastique » no 75, 1960
- Le Ressac de l'espace, 1962Prix Jules-Verne 1962
- La Forteresse de coton, Gallimard, 1967Réédité aux éditions Denoël, coll. « Présence du futur »,  en 1979 puis aux éditions Gallimard, coll. « Folio SF » no 235 en 2005
- Attention les yeux, 1972
- L'Homme à rebours, Robert Laffont, 1974Grand prix de l'Imaginaire 1975
- Les Sables de Falun, Marabout, coll. « Marabout Science-Fiction » no 509, 1975Publié initialement sous forme de trois parties dans les revues Fiction 202, 203, 204
- Cette chère humanité, 1976Prix Apollo 1977
- Un soupçon de néant, Presses Pocket, coll. « Science-fiction » no 5006, 1977
- Rut aux étoiles, Presses Pocket, coll. « Science-fiction » no 5054, 1979
- Le Dormeur s'éveillera-t-il ?, Denoël coll. « Présence du futur » no 282, 1979
- Y a quelqu'un ?, Calmann-Lévy, coll. « Dimensions SF », 1979
- La Face cachée du désir, Calmann-Lévy, 1980
- L'Odeur de la bête, 1981
- Tous vers l'extase, Jean-Claude Lattès, coll. « Titres/SF » no 42, 1981
- En souvenir du Futur, 1983
- Ah ! Que c'est beau New York, 1983
- Debout les morts ! Le Train fantôme entre en gare, 1984
- Comment jouer à l'homme invisible en trois leçons, 1986
- Habite-t-on réellement quelque part ?, 1989
- Akiloë, 1989
- L'éternité n'est pas la vie, 1995
- Les Évadés du mirage, 1995Réédité sous le titre Congo Pantin en 2000
- L'Arc tendu du désir, 1995
- Macno emmerde la mort, Baleine, coll. « Macno », 1998
- Voyance aveugle, Denoël, coll. « Présence du futur », 1998
- Voyage à l'Envers, J'ai lu, coll. « Millénaires », 2000
- Blanc comme l'ombre, 2003
- Rasta solitude, Flammarion, 2003
- Lothar blues, Robert Laffont coll. « Ailleurs et Demain », 2008 (ISBN 978-2221108680)
- L'Homme qui s'arrêta. Journaux Ultimes, La Volte, 2009
- Juste à temps, La Volte, 2013
- Akiloë ou le Souffle de la forêt, La Volte, 2015
- L'Europe après la pluie, La Volte, 2016
- Les Nuits de l'aviateur, La Volte, 2016
- Un souvenir de Loti, La Volte, 2018
- Black Bottom, La Volte, 2018
- Le Paquebot immobile, La Volte, 2020
- Idem's, La Volte, 2021

### Nouvelles
Une centaine de titres parus tant en anthologies qu'en revues, notamment :
- C'est du billard !, 1959
- Passion sous les tropiques, 1975
- Adamève, 1975Publiée dans Retour à la Terre 1, anthologie dirigée par Jean-Pierre Andrevon
- Bruit de fond, 1979
- Regarde, Fiston, s'il n'y a pas un Extra-Terrestre derrière la bouteille de vin, 1980
- Debout les morts ! Le train fantôme entre en gare, 1984
- Les Collines inspirées, 1991Publiée dans Phénix no 26
- L'Arc tendu du désir (1995)
- Canards du doute, 1997
- Cuisine kitzyn, 2013Publiée dans Galaxies no 24/66
- Le Testament d'un enfant mort, Le Passager clandestin, 2013
- Pire que le Vent, 2013Publiée dans l'anthologie des dix ans du festival de Sèvres, dirigée par Jeanne-A Debats
- Deathbook, 2015Publiée dans Galaxies no 34/76
- On est bien seul dans l'univers, La Volte, 2017

### Anthologies
- Futurs au présent, Denoël, coll. « Présence du futur », 1978
- Le Livre d'or de la science-fiction : Philippe Curval,  Presses Pocket, coll. « Le Livre d'or de la science-fiction »,  dirigée par Jacques Goimard ; anthologie réunie et présentée par André Ruellan), 1980
- Superfuturs, Denoël, coll. « Présence du futur », 1986

### Illustrations
- Revue Fiction : numéros 27, 28, 29, 30, 32, 33, 34, 35, 37, 38, 39, 40, 41, 47, 59
- Couverture de L'homme qui s'arrêta : Journaux ultimes
- Couverture de Lothar Blues
- Les nouveaux mystères de la chambre noire (beau-livre de ses « décollages »), La Volte, 2019

### Autres
Préfaces, critiques, chroniques,…